# Atteva monoplanetis
Atteva monoplanetis is een vlinder uit de familie Attevidae. De wetenschappelijke naam van de soort werd in 1910 gepubliceerd door Edward Meyrick.